# Прапор Бухарського емірату

Прапор Бухарського емірату.

Прапор Бухарського емірату являє собою прямокутне світло-зелене полотнище, на якому золотом вздовж древка було написано ім'я еміра, а вздовж вільного краю — «шахада» (ісламський символ віри — «Немає Бога крім Аллаха і Мухаммед пророк Його»). Між написами поміщалися золоті півмісяць і п'ятипроменева зірка над т. зв. «Рукою Фатіми» — символом побажання щастя в ісламській традиції. Облямівка полотнища була помаранчева з чорним орнаментом. Древко було зеленим і увінчувалися півмісяцем.